# Портрет Лукреции Панчатики
Портрет Лукреции Панчатики (итал. Ritratto di Lucrezia Panciatichi ) — картина итальянского художника Аньоло Бронзино, написанная около 1541 года. Хранится в галерее Уффици, Флоренция.
Лукреция ди Сигизмондо Пуччи была женой Бартоломео Панчатики, флорентийского гуманиста и политического деятеля, также изображённого Бронзино на другом портрете из галереи Уффици. Джорджо Вазари называет эти два портрета «настолько естественными, что они кажутся по-настоящему живыми». Демонстрация изысканных нарядов и украшений должна была не только подчеркнуть высокое положение женщины, но и особенности её личности с помощью сложной символики, включающей слова «Любовь длится вечно» на золотом ожерелье— отсылка к любовному трактату, написанному для великого герцога Флоренции Козимо I Медичи в 1547 году.
Портрет описан в романе Генри Джеймса «Крылья голубя» (1902), он также упоминается в викторианском рассказе о привидениях «Амур Дюре» Вернон Ли.